# Schijen (bergstopp i Schweiz, Glarus)
Schijen är en bergstopp i Schweiz.   Den ligger i kantonen Glarus, i den östra delen av landet, 120 km öster om huvudstaden Bern. Toppen på Schijen är 2 259 meter över havet, eller 282 meter över den omgivande terrängen. Bredden vid basen är 2,4 km.
Terrängen runt Schijen är huvudsakligen mycket bergig. Närmaste större samhälle är Glarus, 6,1 km öster om Schijen. 
I omgivningarna runt Schijen växer i huvudsak blandskog. Runt Schijen är det ganska tätbefolkat, med 179 invånare per kvadratkilometer.